# Бригада подводных лодок Северного флота
Краснознамённая ордена Ушакова бригада подводных лодок Северного флота — соединение подводных лодок (ПЛ) Северного флота ВС Союза ССР, участвовавшее в Великой Отечественной войне.
Бригада сформирована в феврале 1938 года, в действующей армии и флоте в период с 22 июня 1941 года по 9 мая 1945 года, в марте 1951 года преобразована в 33-ю Краснознамённую ордена Ушакова дивизию подводных лодок трёхбригадного состава.

## История
В 1933 году началось формирование Подводных сил тогда ещё Северной военной флотилии. Для этого по строящемуся Беломоро-Балтийскому каналу в составе Экспедиции особого назначения были направлены на Север две подводные лодки: Д-1 («Декабрист»), командир Б. А. Секунов, и Д-2 («Народоволец»), командир К. Н. Грибоедов. В октябре этого же года был сформировался 1-й отдельный дивизион ПЛ (1 однПЛ) в составе Северной военной флотилии. 1 однПЛ командовали:
- Максим Петрович Скриганов (1933 — 1934 годы);
- К. Н. Грибоедов (1934 — 1938 годы).

А бригада подводных лодок, в составе управления и двух дивизионов, сформирована в феврале 1938 года путём переименования 1 однПЛ. Пунктом постоянной дислокации был определён порт Полярное (с 1939 года город Полярный) на берегу Екатерининской гавани Кольского залива Баренцево моря. Командиром формирования был назначен капитан 1 ранга К. Н. Грибоедов. Первоначально в бригаду входили управление, дивизион ПЛ типа «Д» («Декабрист») и дивизион ПЛ типа «Щ» («Щука»). В 1938 году «Д-1» совершила поход длительностью 120 суток, пройдя при этом более 11 000 морских миль, позже за период Советско-финской войны 1939—1940 годов совершила три боевых похода. Также в 1938 году «Д-3» 30 минут шла подо льдами, впервые в истории Военно-морского флота осуществив подлёдное плавание.
В 1939 года в состав соединения были включены два дивизиона ПЛ типов «Щ» и «М» («Малютка»).
В начале Великой Отечественной войны бригада была усилена несколькими ПЛ типов «Л» («Ленинец»), «С» («Сталинец») и «К» («Крейсерская») (жаргон — «Катюша») и стала наиболее крупным соединением ПЛ Северного флота. В 1942—44 годах она пополнялась ПЛ с других флотов и ПЛ, построенными на добровольные взносы трудящихся и средства, заработанные на субботниках комсомольцами и молодёжью Новосибирской, Челябинской и Ярославской области Союза ССР.
Во время войны ПЛ бригады, базируясь в Екатерининской гавани, активно действовали на коммуникациях противника, срывали его воинские перевозки в Баренцевом море, прикрывали союзные конвои от ударов вражеских надводных кораблей. Содействуя войскам Карельского фронта, бригада высаживала разведывательные группы на побережье противника, вела разведку и выполняла другие боевые задачи. Её действия отличались новаторством в тактике. Её ПЛ систематически совершали дерзкие прорывы в фьорды, порты и к местам укрытых стоянок кораблей противника, наносили по ним внезапные торпедные удары и скрытно осуществляли минные постановки; смело всплывали на поверхность моря и топили транспорты и корабли противника артиллерийским огнём.
В марте 1951 года брПЛ СФ была преобразована в 33-ю Краснознамённую ордена Ушакова I степени дивизию подводных лодок Северного флота в составе 161-й и 162-й бригад подводных лодок.

## Плавсостав

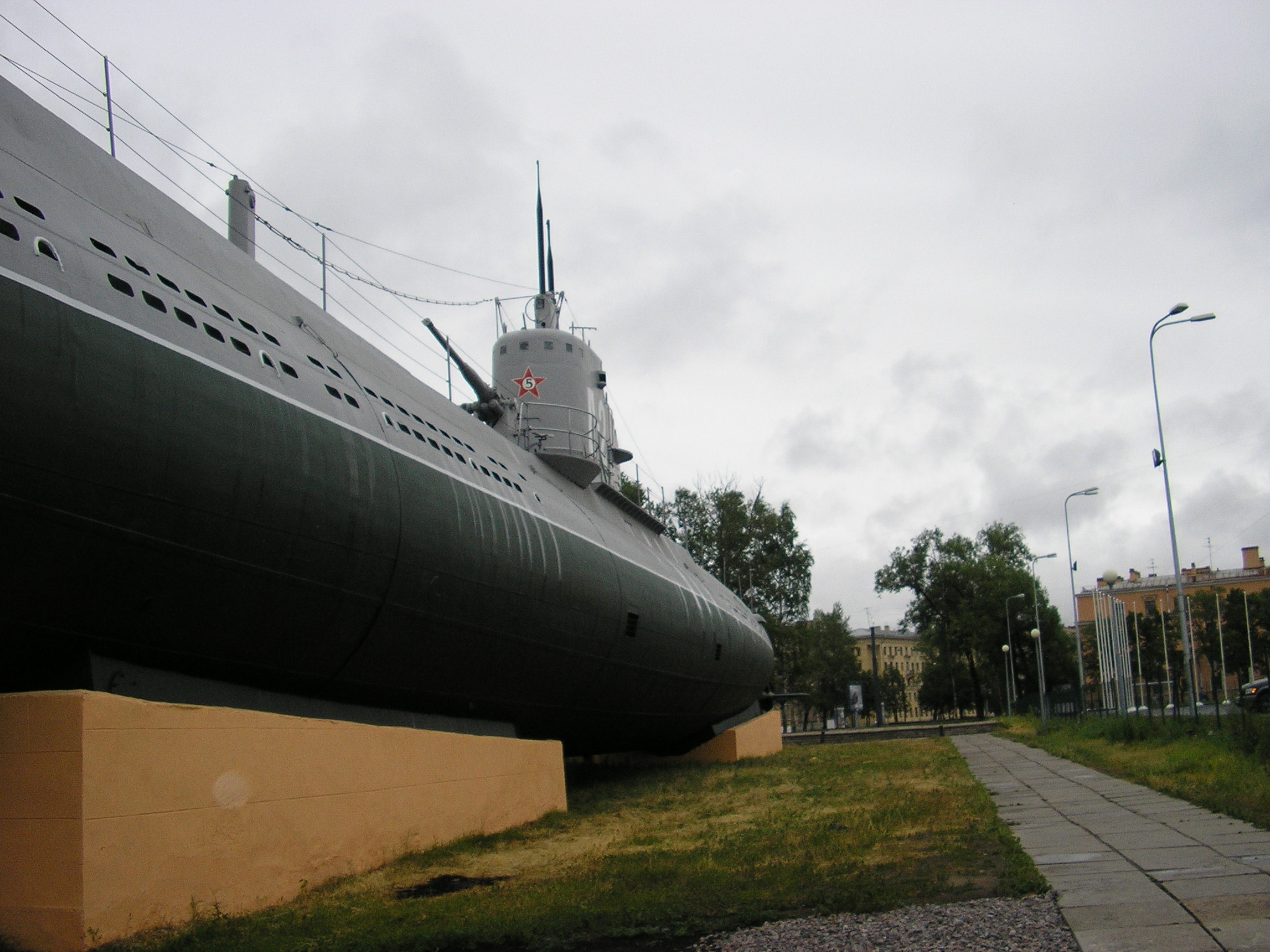
Д-2 «Народоволец».

К началу войны с Финляндией в бригаду (управление и четыре дивизиона) входило 16 субмарин типов «Д», «М» и «Щ»:
- первый дивизион: Д-1, Д-2 и Д-3
- второй дивизион: Щ-401, Щ-402, Щ-403 и Щ-404
- третий дивизион: Щ-421, Щ-422, Щ-423
- четвёртый дивизион: М-171, М-172, М-173, М-174, М-175, М-176

При бригаде подводных лодок состояли две плавучие базы «Умба» (в период 1939 года — 1945 год) и «Двина» (в период 1939 года — июль 1942 года).
Перед войной в бригаде произошло две катастрофы: в 1939 году в Кольском заливе при столкновении с рыболовным траулером, который нарушил правила судоходства, затонула Щ-424, а 13 ноября 1940 года Д-1 погибла со всем экипажем, предположительно от превышения допустимой глубины погружения.
Перед войной бригаду пополнили две «Катюши» (К-1, К-2 — 1-й дивизион), Щ-423 перешла на Тихий океан, а Д-2 ушла на ремонт в Ленинград, в результате по состоянию на 22 июня 1941 года бригада под командованием капитана 1 ранга Виноградова Н. И. состояла из управления и трёх дивизионов и включала 15 лодок:
- первый дивизион (командир капитан 2 ранга Гаджиев М. И.): Д-3, К-1, К-2;
- второй дивизион (командир капитан 2 ранга Колышкин И. А.): Щ-401, Щ-402, Щ-403, Щ-404, Щ-421, Щ-422;
- третий дивизион (командир капитан 2 ранга Морозов Н. И.): М-171, М-172, М-173, М-174, М-175, М-176.

В сентябре 1941 года в состав брПЛ включены К-3 (1 днПЛ), К-21, а октябре этого же года в 1 днПЛ включены К-22 и К-23. К концу года на Севера прибыли новые корабли: Л-20, Л-22, С-101, С-102. В ходе войны состав бригады менялся, многие корабли погибли, однако в основном именно на Северный флот приходили достроенные в ходе войны корабли.
Шесть подводных лодок (Л-15 — капитан 3 ранга Комаров, Василий Исакович, Л-16 — капитан-лейтенант Гусаров, Дмитрий Фёдорович, С-51 — капитан-лейтенант Кучеренко, Иван Фомич, С-54 — капитан-лейтенант Братишко, Дмитрий Кондратьевич, С-55 — капитан 3 ранга Сушкин, Лев Михайлович и С-56 — капитан-лейтенант Щедрин, Григорий Иванович) были отправлены на Северный флот с Тихоокеанского — Л-16 погибла, остальные пополнили корабельный состав и добились успехов.
В августе 1942 года «Двина» передана Северному морскому пароходству для использования в качестве транспортного судна.
В 1944 году в состав бригады вошла плавбаза «Память Кирова», и состояла в нём до конца войны. Также, в конце войны в состав бригады вошли три подводные лодки В-2 (брит. «Unbroken») — капитан 3 ранга Панов, Николай Алексеевич (04.1944-09.1944), В-3 (брит. «Unison») — капитан 3 ранга Кабо, Исаак Соломонович (04.1944-04.1945) и В-4 (брит. «Ursula») — капитан 3 ранга Иосселиани, Ярослав Константинович (04.1944-01.1945), временно полученные от британского ВМФ в счёт будущей передачи СССР доли итальянского флота (предполагалось получение четырёх ПЛ, одна из которых погибла — В-1 (брит. «Sunfish») — капитан 2 ранга ГСС Фисанович, Израиль Ильич (25.07.1944-27.07.1944, погиб с ПЛ)). После получения Советским Союзом итальянских кораблей английские подлодки были возвращены Великобритании. В начале 1945 года бригада насчитывала 22 подводные лодки типа «С». При переформировании бригады в 33-ю дивизию большие лодки типов «К» и «Л» были переданы в 161-ю бригаду, а средние типов «С» и «Щ» — в 162-ю.

## Боевые действия
Бригада активно действовала на коммуникациях противника в Баренцевом море, прикрывала союзные конвои. Взаимодействуя с войсками Карельского фронта, высаживала разведгруппы в тыл противника, вела разведку и выполняла другие задачи. В бригаде впервые в советском флоте применялись торпедные атаки только по данным гидроакустических станций. По донесениям военного времени, подлодки бригады потопили свыше 200 кораблей и судов противника. По исследованиям послевоенных лет исторической группы Главного штаба ВМФ СССР, потоплены 181 корабль и судно, 41 получили повреждения. По мнению ряда западных авторов послевоенного времени (Ю. Ровер), подводники Северного флота потопили всего около 10 кораблей и судов.
Всего за годы войны подводные лодки Северного флота достигли следующих успехов:
- Торпедами потоплено 18 транспортов (57 050 брт), 12 военных кораблей (7 корветов, 3 сторожевика, 1 тральщик, 1 подводная лодка) и несколько мотоботов. Были повреждены 6 транспортов (24 822 брт). Расход торпед всех типов составил 1553 шт.
- Минами потоплено 8 судов (19 048 брт), 2 корвета, 2 сторожевика и тральщик, повреждён транспорт (2 646 брт) и тральщик.
- Артиллерией потоплены 7 судов и мотоботов (736 брт) и корвет.

При этом погибли 22 подлодки.

## Командный состав

### Командиры
- капитан 1 ранга Грибоедов Константин Николаевич (февраль — 17 мая 1938);
- капитан 2 ранга Максимов Петр Васильевич (май 1938 — ноябрь 1939);
- капитан 2 ранга Павлуцкий Даниил Абрамович (ноябрь 1939 — декабрь 1940);
- капитан 1 ранга, с 03.01.1942 контр-адмирал Виноградов Николай Игнатьевич (декабрь 1940 — декабрь 1943);
- капитан 1 ранга, с 05.11.1944 контр-адмирал Колышкин Иван Александрович (декабрь 1943 — март 1947);
- контр-адмирал Августинович Михаил Петрович (июнь 1947 — март 1951).

### Начальники штаба
- капитан 3 ранга Мещеряков Борис Никифорович (февраль — 22 июня 1938);
- ИД капитан-лейтенант Васильев Павел Николаевич (на 9 июня 1938);
- капитан 2 ранга Попов Михаил Николаевич (июнь 1938 — сентябрь 1939);
- капитан 3 ранга Смирнов Иван Александрович (апрель — сентябрь 1940);
- капитан 2 ранга Августинович Михаил Петрович (октябрь 1940 — июль 1941);
- капитан 1 ранга Скорохватов Борис Иванович (январь 1942 — ноябрь 1945);
- капитан 2 ранга Тураев Василий Андрианович (ноябрь 1945 — апрель 1946);
- капитан 1 ранга Августинович Михаил Петрович (апрель 1946 — март 1947);
- капитан 2 ранга Егоров Николай Ефимович (март 1947 — март 1951).

## Награды
- 24 июля 1943 года —  Орден Красного Знамени — награждена указом Президиума Верховного Совета СССР от 24 июля 1943 года за образцовое выполнение боевых заданий командования на фронте борьбы с немецкими захватчиками и проявленные при этом доблесть и мужество.
- 3 ноября 1944 года —  Орден Ушакова I степени — награждена указом Президиума Верховного Совета СССР от 3 ноября 1944 года за образцовое выполнение боевых заданий командования на фронте борьбы с немецкими захватчиками и проявленные при этом доблесть и мужество.

Большинство её подводных лодок награждены орденами Красного Знамени, многим присвоено почётное звание «Гвардейская». Весь личный состав бригады награждён орденами и медалями. Удостоены звания Героя Советского Союза 7 офицеров бригады:
- Гаджиев, Магомет Имадутдинович — командир 1-го дивизиона;
- Колышкин, Иван Александрович — командир 3-го дивизиона, командир бригады;
- Кучеренко, Иван Фомич — командир 2-го дивизиона;
- Лунин, Николай Александрович — командир подводной лодки К-21, затем командир 1-го дивизиона;
- Стариков, Валентин Георгиевич — командир подводной лодки М-171;
- Фисанович, Израиль Ильич — командир подводной лодки М-172, командир 4-го дивизиона;
- Щедрин, Григорий Иванович — командир подводной лодки С-56.